# 琥珀望远镜
《琥珀望远镜》（英語：The Amber Spyglass）是英国作家菲利普·普爾曼奇幻文学系列《黑暗元素三部曲》的第三部小说。该书出版于2000年，获得了2001年惠特贝瑞年度图书奖，这是第一部获得此奖项的儿童小说。在2001年英国图书奖上，它被评为年度最佳儿童读物，这也是第一本入围布克奖的儿童读物。

## 情节
考爾特夫人将她的女儿莱拉藏匿在一个偏僻的洞穴里，下药不让她醒来，以躲避名为教誨權威的神权当局。教诲权威四处寻找莱拉并决心杀死她，以防止她引起人类再度堕落。梦中的莱拉在死者世界遇见了她死去的朋友罗杰，并承诺帮助他。
在一个平行世界的城市喜鹊城，天使巴尔塞莫斯和巴鲁克奉命将莱拉的朋友威尔带到阿斯里尔勋爵面前，阿斯里尔的军队正准备与教诲权威开战，但除非莱拉获救，否则威尔拒绝合作。当他们受到大天使梅塔特隆的士兵攻击时，威尔使用魔法神刀成功逃脱，这把刀有着极为锋利的刀刃，可以打开通往平行世界的窗户。巴鲁克向阿斯里尔前去送信，但却在与效忠梅塔特隆的天使的战斗中负伤而死。
教诲权威派遣戈麦斯神父去刺杀莱拉。戈麦斯神父偷偷跟踪物理学家玛丽·马龙博士，希望玛丽能带他找到莱拉。玛丽穿过另一扇窗户进入了一个平行世界，在那里她遇到了一种叫做廖爾發的类象形智慧生物，它们把大种子荚绑在脚上作为轮子。玛丽了解到，种荚树已经苟延残喘了几个世纪濒临灭绝。玛丽用树液漆制造了一个望远镜，得以看到被称为尘的颗粒，这些颗粒不再供养穆勒法人赖以生存的树木，这也就是这些树木气息奄奄的原因。
威尔遇见了披甲熊之王埃欧雷克·伯尔尼松，为了躲避阿斯里尔勋爵的实验造成的北极融化，披甲熊正向南方迁徙。威尔用这把神刀摧毁了埃欧雷克的头盔，让埃欧雷克刮目相看，于是埃欧雷克同意帮他营救莱拉。
威尔、埃欧雷克、巴尔塞莫斯、阿斯里尔的军队以及教诲权威军队都聚集在库尔特夫人的洞穴边，在那里威尔唤醒了莱拉。当威尔打开一扇通向平行世界的窗户时，库尔特夫人突然到来，威尔想起了自己生病的母亲，一时走神，恍惚间把刀摔碎了。他和两个加利弗斯平间谍（泰利斯骑士和萨尔马齐亚夫人）与莱拉一起逃到平行世界。埃欧雷克修好了神刀。
莱拉、威尔、泰利斯和萨尔玛齐亚前往死者世界，履行莱拉对罗杰的承诺。他们被迫抛弃自己的灵兽，这让他们痛彻心扉。在找到罗杰之后，他们与鹰身女妖达成协议，鹰身女妖同意让他们打开窗户使死者逃脱，女妖们将会聆听死者的故事，并有权禁止那些尚未完整生活过或不说实话的人通过。死者们一个接一个穿过大门并湮灭，与宇宙融为一体。 

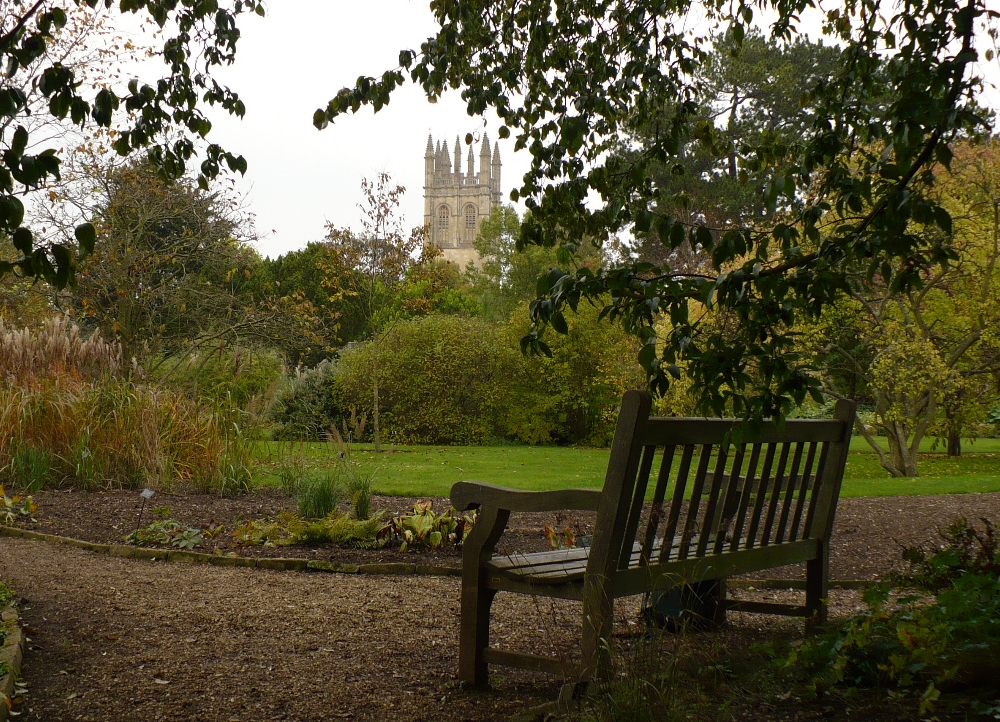
牛津大學植物園后面的木椅，《琥珀望远镜》中有所提及，其照片见于续作《萊拉的牛津》一书中。

威尔和莱拉必须回到阿斯里尔的世界才能与他们的灵兽团聚。以前看不见的威尔的灵兽现在出现了。威尔父亲的鬼魂和李·斯科斯比的鬼魂也出现了，他们决定不加保留地加入阿斯里尔的军队，与吞噬成年人灵魂的漠然幽灵作战。阿斯里尔的军队与权威者部队之间的战斗开始了。 
与阿斯里尔结盟的库尔特夫人进入了权威者的城堡，在那里遇到了摄政者梅塔特龙。她将梅塔特龙带到阿斯里尔面前，但出卖了他，与阿斯里尔联合攻击梅塔特龙。 这三个人最终都陷入了深渊，不再存在。威尔和莱拉将权威者从梅塔特龙的水晶监狱中解救出来，但是权威者太过虚弱，在大气中消散了。 
在加利弗斯平人、装甲熊和幽灵的帮助下，莱拉和威尔重新找到了他们的灵兽，并逃到了穆勒法的世界，短命的加利弗斯平人在那里死去。他们遇见了玛丽，玛丽告诉他们，她当时不再做修女，是因为爱以及爱的感觉。听着这番话，莱拉开始意识到一种她前所未有的感觉。就这样，玛丽为莱拉版本的夏娃扮演了伊甸園中蛇的角色。威尔和莱拉在树林里野餐并亲吻。尘逸出的速度减慢，并包裹了威尔和莱拉。巴尔塞莫斯阻止了戈麦斯神父刺杀莱拉的计谋，自己则消散在了空气中。女巫塞拉菲娜·佩卡拉对天使泽法利亚解释说，平行世界之间的裂缝使尘土得以逃逸，每一个裂缝都产生新的幽灵；除了从死者世界中引出的那一扇窗外，不再需要打开更多的窗户，而且要关上现有的一切窗户。 
由于无法在自己的世界之外长期生存，莱拉和威尔必须重返自己的世界。莱拉带领威尔来到他的世界里的牛津大學植物園。他们彼此承诺，每年仲夏節都来到各自牛津的那个长椅上坐着互相缅怀。 
威尔和玛丽回到自己的世界。威尔在想着莱拉的时候试图打开一扇窗户，故意打断了那把神刀。玛丽终于看到了自己的灵兽，那是一只黑色的高山鸦。威尔的灵兽被塞拉菲娜命名为基尔雅瓦，并永久性地成为了一只大黑猫。莱拉回到她的世界里的约旦学院。由于失去了直观地读取讲故事的仪器——真理仪的能力，她决定学习真理仪。她的精灵潘塔莱蒙则固定成了一只松貂，她和潘塔莱蒙决心建立天堂共和国。

## 章节标题
每章开头都引用了普尔曼最喜欢的一位作家的名言，其中包括弥尔顿 （《失樂園》）、威廉·布莱克和艾米莉·狄金森。  在《黑暗元素三部曲》首次问世之前，出版商曾要求普尔曼按照惯例为每一章的开头制作图画，他的图画首先出现在本书的“灯笼幻灯片”版本中。 

## 评价
《琥珀望远镜》赢得了一致好评，并成为第一本赢得惠特贝瑞年度图书奖的儿童读物。此外，它也赢得了以下奖项：英国图书奖最佳儿童读物、美國圖書館協會最佳年轻人虚构作品、霍恩图书荣誉作品父母选择优秀图书奖、纽约公共图书馆少年图书奖和ABC儿童选择奖，并登上《纽约时报》畅销书排行榜。
2019年，本书在《卫报》评选的自2000年以来100本最佳书籍中排名第六。